# Aspidistra cyathiflora
Aspidistra cyathiflora är en sparrisväxtart som beskrevs av Y.Wan och Cheng Chiu Huang. Aspidistra cyathiflora ingår i släktet Aspidistra och familjen sparrisväxter. Inga underarter finns listade i Catalogue of Life.